# Finta (hal)
A finta (Alosa fallax) a sugarasúszójú halak (Actinopterygii) osztályának heringalakúak (Clupeiformes) rendjébe, ezen belül a heringfélék (Clupeidae) családjába tartozó faj.

## Előfordulása
A finta elterjedési területe az Atlanti-óceán északkeleti parti vizei Gibraltártól az Oslo-fjordig és a Bergen-partig, az Északi- és a Balti-tenger (a finn tengeröbölig).

## Alfajai
A fintának 3 alfaja van, ezekből az első kettő helyben maradó édesvízi hal:
- Alosa fallax killarnensis - Killarney, (Írország)
- Alosa fallax lacustris - Lago Maggiore, Luganói-tó, Comói-tó, Lago d'Iseo és Garda-tó, (Észak-Olaszország)
- Alosa fallax nilotica - Földközi-tenger

## Megjelenése
A finta teste heringszerű, kerekded pikkelyekkel (60-65 egy hosszanti sorban); hátúszója rövid. Oldalvonala nincs. A 6-7 éves finták 35-40 centiméter hosszúak, maximális hosszúságuk 60 centiméter (1,5 kilogrammig). Szemein zsírhéjak vannak. Kopoltyúfedői sugarasan csíkozottak. Felső állkapcsa jól fejlett középső bemetszéssel; az alsó állkapocs a szem hátulsó szegélyéig ér. Az ekecsonton nincsenek fogak. A 35-45 elcsontosodott kopoltyútüske nem ül szorosan egymás mellett. Színe felül a kékeszöldtől a barnáig terjed. Oldala és hasoldala ezüstfehér aranyos csillogással. A kopoltyúszegély mellett felül nagy fekete folt, mögötte 4-8 kisebb sötét folt van.

## Életmódja
Egyaránt megél a sós-, édes- és brakkvízben is. Rajokban él. Állati eredetű táplálékot apró rákokkat és kisebb halakat fogyaszt. Évente vándorol, hiszen ikráit édesvízi folyókban rakja le. Legfeljebb 25 évig élhet.

## Szaporodása
A finta anadrom édesvízi halfaj, 2-3 évesen, körülbelül 30 centiméteresen ivarérett. Májusban és júniusban a folyók torkolatába úsznak. Június-júliusban ívik, 80 000-200 000 ikrát rak.

## Felhasználása
Ezt a halfajt halásszák, de nem ipari mértékben.